# Vladímir Krivtsov
Vladímir Krivtsov   (Bakú, 23 de març de 1952) és un nedador azerbaidjanès, ja retirat, especialista en estil lliure i papallona, que va competir sota bandera de la Unió Soviètica durant la dècada de 1970.
El 1972 va prendre part en els Jocs Olímpics d'Estiu de Múnic, on quedà eliminat en sèries en els 100 metres papallona del programa de natació. En el seu palmarès destaca una medalles de plata al Campionat del Món de natació de 1973 i un or i una plata a les Universíades. No guanyà cap campionat nacional de la URSS.